# Henry de Castries
Henry de Castries, cuyo nombre completo era Henry Marie de La Croix de Castries, (París, 29 de diciembre de 1850 - ib., 10 de mayo de 1927) fue un explorador y cartógrafo francés.

## Biografía
Henry de Castries fue hijo de Gaspard de La Croix, conde de Castries, y de Marie Léontine de Saint Georges de Vérac. 
Ingresó en el ejército y sirvió en Argelia entre 1873 y 1880. Fue nombrado oficial de Asuntos Indígenas y Misiones Geográficas, cargo que ocupó desde 1878 a 1882. Estuvo encargado de realizar estudios topográficos en la región situada al sur de Orán.
En 1881, fue destinado a Marruecos y cartografió las regiones de Figuig y de Mogador, el valle del río Draa y la zona montañosa del Rif. En 1887, recibió la misión oficial de presentar al sultán Hassan I el nuevo mapa de su imperio, realizado a escala 1/ 500 000. También estableció el recorrido de la ruta entre las ciudades de Casablanca y Fez. 
Hubert Lyautey le nombró historiógrafo del Protectorado de Marruecos. Fue uno de los fundadores del Instituto Histórico de Marruecos. 

## Obras
Elaboró guías cartográficas en las que incluyó sus mapas, y publicó varios libros sobre el islam y sobre la historia de Marruecos, como los siguientes:
- Les Moralistes populaires de l'Islam. I. Les Gnomes de Sidi Abd er-Rahman el-Medjedoub. (1896)
- Questions sahariennes. (1902)
- Moulay Ismaïl et Jacques II, une apologie de l'Islam par un sultan du Maroc. (1903)
- L'Islam. (1906)
- Agents et voyageurs français au Maroc. (1911)
- Sources inédites de l'histoire du Maroc. (1918-1927)